# جان گارسید
جان گارسید (انگلیسی: John Garside؛ زادهٔ ۱ ژانویهٔ ۱۹۴۱) مهندس اهل بریتانیا است.
وی همچنین برندهٔ جوایزی همچون برنامه فولبرایت شده‌است.